# レオン・カーフェイ
レオン・カーフェイ （梁 家輝、日本語読み:りょう かき、Tony Leung Ka-Fai, 1958年2月1日 - ）は、香港生まれの映画俳優である。

## 経歴・人物
香港理工大学でグラフィックデザインを学ぶ。その後、友人と一緒にTVBアーティストトレーニングコースにサインアップし、1980年に第10回トレーニングコースに入学。トレーニングのクラスでは、彼が最も目立っていたという。そのうちの1人はアンディ・ラウに選ばれたことが知られている。1981年、TVシリーズ『千王群英會』でチョウ・ルンファを演じ、俳優デビューを果たす。
その後、映画を中心に活動し、『火龍 ザ・ラスト・エンペラー』、『炎の大捜査線』では主人公を演じる。1992年、『愛人/ラマン』で世界的に有名になった。主な作品に『楽園の瑕』『南京の基督』などがある。
香港電影金像奨では、『西太后』（1984年、第3回）、『黒薔薇VS黒薔薇』（1993年、第12回）、『エレクション』（2006年、第25回）で最優秀主演男優賞を、『大丈夫』（2004年、第23回）で最優秀助演男優賞をそれぞれ受賞している。金馬奨では、『愛在他郷的季節』（1990年、第27回）で最優秀主演男優賞を、『ドラマー』（2007年、第44回）で最優秀助演男優賞を受賞している。

## 主な出演作品

### 映画
- ポストマン・ファイツ・バック（1982年）【香】
- 西太后（1984年）【中・香】
- 香港ばちあたりコップ 仏の顔も四十九日（1987年）【香】
- 野獣たちの掟（1987年）【香】
- 火龍/ザ・ラスト・エンペラー（1987年）【中・香】
- プリズン・オン・ファイアー（1987年）【香】
- ガンメン 狼たちのバラッド（1988年）【香】
- 激光人 レーザーマン（1988年）【香】
- シティーガール（1988年）【香】
- ミスター・ココナッツ（1988年）【香】
- アゲイン/明日への誓い（アゲイン/男たちの挽歌3）（1990年）【香】
- 彼女はシークレット・エージェント（1990年）【香】
- 98分署 香港レディ・コップス（1990年）【香】
- 実録 狼たちの挽歌（1990年）【香】
- 炎の大捜査線（1991年）【香・台湾】
- さらば英雄/愛と銃撃の彼方に（1991年）【香】
- ロアン・リンユィ 阮玲玉（1991年）【香】
- 黒薔薇VS黒薔薇（1992年）【香】
- 愛人/ラマン（1992年）【英・仏】
- ドラゴン・イン/新龍門客棧（1992年）【香】
- ミスティー（1992年）【香】
- ワンス・アポン・ア・タイム・イン・チャイナ外伝 天地笑覇（1992年）【香】
- 大英雄（1993年） 【香】
- 月夜の願い/新難兄難弟（1993年）【香】
- フライング・バトル（1993年）【香】
- 黒豹天下/ブラックパンサー（1993年）【香】
- 水滸伝 男たちの挽歌（1993年）【香】
- 香港デラックス（1993年）【香】
- 人肉燈籠（1993年） 【香】
- 黒薔薇VS黒薔薇II（1993年）【香】
- イージーな彼氏たち（1993年）【香】 ※日本ではNetflix配信
- 楽園の瑕（1994年）【香】
  - 楽園の瑕 終極版（2008年）【香】
- ゴッド・ギャンブラー完結編（1994年）【香】
- レスリー・チャンの恋はあせらず（1994年）【香】
- 幸せはイブの夜に（1994年）【香】
- キング・オブ・ギャンブラー（1994年）【香】
- アニタ・ユンの恋はあせらず（1994年）【香】
- 南京の基督（1995年）【日・香】
- 愛よりはやく撃て（1995年）【香】
- ラストエンプレス 西大后（1995年）【香】
- Four Faces of Love（1996年）【香】
- 天上の恋歌（1999年）【香】
- ヴィクティム（1999年）【香】
- 恋戦。OKINAWA Rendez-vous（2000年）【香】
- たまゆらの女（2002年）【中】
- ダブル・ビジョン（2002年）【米・香・台】
- 大丈夫（2003年）【中】 ※第17回東京国際映画祭でのみ上映
- 柔道龍虎房（2004年）【香】
- 性感都市 セックス&ビューティーズ（2004年）【香】
- 美しい夜、残酷な朝「dumplings」 （2004年）【日・韓・香】
- 花都大戦 ツインズ・エフェクトII（2004年）【香】
- 20.30.40の恋（2004年）【香】
- エレクション （2005年）【香】
- 長恨歌（2005年）【香・中】 ※第18回東京国際映画祭と中国☆上海映画祭でのみ上映
- THE MYTH/神話（2006年）【香】
- レディアサシン（2007年）【仏・ルクセンブルク】
- 天使の眼、野獣の街（2007年）【香】
- ロスト・イン・北京（2007年）【中】
- ドラマー（2007年）【香・台・独】※第8回東京フィルメックスでのみ上映[2]
- MISSING ミッシング（2008年）【香】
- 建国大業（2009年）【中】 ※2009日本・中国映画週間でのみ上映[3]
- 孫文の義士団（2009年）【香】
- 王朝の陰謀 判事ディーと人体発火怪奇事件（2010年）【中・香】
- 李小龍 マイブラザー（2010年）【香】
- 赤い星の生まれ（2011年）【中】 ※2011日本・中国映画週間でのみ上映[4]
- コールド・ウォー 香港警察 二つの正義（2012年）【香】
- TAICHI/太極 ゼロ（2012年）【中】
- TAICHI/太極 ヒーロー（2012年）【中】
- タイガー・マウンテン 雪原の死闘（2014年）【中】
- ライズ・オブ・ザ・レジェンド 〜炎虎乱舞〜（2014年）【香・中】
- 封神伝奇 バトル・オブ・ゴッド（2016年）【中・香】
- コールド・ウォー 香港警察 堕ちた正義（2016年）【香・中】
- 阿修羅（2018年）【中】[5]日本未公開
- 愛してる!（2023年）【中・香】 ※2023日本・中国映画週間で上映

## ディスコグラフィー
1996年8月1日に台湾の滾石唱片（ロックレコード）からレオン・カーフェイのデビュー・アルバム『誘惑我一輩子』が発行され、50曲もの候補の中から厳選された異なる10曲の北京語ラブソングが収録されている。
日本仕様盤CDは同年8月7日に『永遠の誘惑』のタイトルで発売。封入特典は愛蔵版48頁ブックレット付き。
| 枚  | 発売日             | タイトル     | 規格品番                         |
| --- | ------------------ | ------------ | -------------------------------- |
| 1st | 1996年8月1日(台湾) | 誘惑我一輩子 | CD:RD-1351 カセットテープ:RC-503 |
| 1st | 1996年8月7日(日本) | 永遠の誘惑   | CD:RJD-1351                      |

収録曲目
1. 誘惑我一輩子 [4:19]
2. 自己走 [3:52]
3. 我的心裡只有妳沒有她 [4:00]
4. 得來不易 [5:03]
5. 愛夜 [4:10]
6. 何必強求 [4:18]
7. 鐘情 [4:13]
8. 漫不經心 [4:09]
9. 寧願 [4:40]
10. Desires [4:13]